# ジェプツンタンパ1世

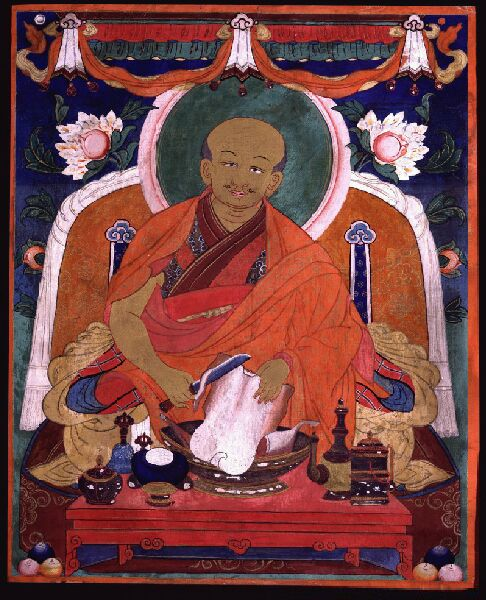
ジェプツンタンパ1世

ジェプツン･タンパ1世（漢文：澤卜尊･丹巴/哲布尊･丹巴, 1635年 - 1723年）は、モンゴルの北部ハルハを本拠として活動した化身ラマの名跡の初代。法名としてザナバザル（ジュニャーナヴァジュラ）、ロサンワンボ・ギェンツェンなどがある。

## 誕生と化身ラマとしての認定
ジェプツンタンパ1世は1635年にハルハ・トゥシェート・ハン部のゴンボドルジの子として誕生、4歳で戒をうけジュニャーナヴァジュラ(梵: Jñānavajra)という梵語の名を授けられた。彼に対するモンゴル語の通称のひとつ「ザナバザル」はこの名称のモンゴル訛りである。翌年、出家してロサンワンボ・ギェンツェンという法名を新たに受けた。1649年にチベットに巡礼し、パンチェン・ラマ、エンサ・トゥルク等に師事、1650年、ダライ・ラマ5世よりチョナン・ターラナータの転生者としての認定をうけ、1651年ハルハに帰国した。ここに化身ラマの名跡位ジェプツンタンパが成立した。

## ハルハの内紛、ガルダンの標的に
ハルハ3部のうち最も西に位置するジャサクト・ハン部では、1662年より1667年にかけて内紛が生じ、多数の遊牧民が東隣りのトゥシェート・ハン部に避難した。内紛が収束したのち、ジャサクト・ハン部は避難した遊牧民の返還を求めたが、トゥシェート・ハン部は応じず、そのため今度はジャサクト・ハン部とトゥシェート・ハン部の間が険悪となった。
1680年半ばに至り、清朝の康熙帝、チベットのダライ・ラマ、オイラトの盟主でジュンガル部の首長ガルダンらが仲介し、ジャサクト・ハン部とトゥシェート・ハン部の講和をはかるフレーンビルチェール会盟が1686年に開催された。この際、ジェプツンタンパ1世がダライ・ラマの名代としてこの会盟に派遣されたガンデン・ティパと同じ高さの座にすわった件について、ガルダンの激しい怒りを招く。
ガルダンは、エンサ・トゥルクの転生者としてチベットのラサにのぼり、出家してダライ・ラマ5世に師事していたことがあった。ガルダンにとってジェプツンタンパ1世は自分の前世の弟子にすぎず、それがダライ・ラマの名代と対等に振る舞ったことは、師たるダライ・ラマを侮辱したと受け取ったのである。
フレーンビルチェール会盟が破れ、1687年、ジェプツンタンパ1世の兄であるトゥシェート・ハン＝チャグンドルジは、ガルダンに救援を求めようとしたジャサクト・ハン＝シラを追跡して殺害、救援にかけつけたガルダンの援軍を破り、指揮官だったガルダンの弟ドルジジャプも戦死させた。
翌1688年、ガルダンは報復として、オイラト軍を率いてハルハに侵攻するが、弟ドルジジャプ殺害の下手人であるトゥシェート・ハンのチャグンドルジと、ダライ・ラマの名代に無礼をはたらいたジェプツンタンパ1世の引き渡し要求を、戦争目的として掲げた。
ジェプツンタンパ1世は兄チャグンドルジの妻子を伴い、東隣のチェチェン・ハン部の領内に避難したが、ガルダン軍の一部がチェチェン・ハン領内に侵入してきたので、さらに清朝の勢力圏である南モンゴルのスニト部の境界まで逃れ、清朝の保護を求めた。ジェプツンタンパの兄チャグンドルジはトゥシェート・ハン部の軍勢を率いて同年9月、オロゴイ・ノールの地でガルダンに決戦を挑んだが敗北、ハルハ左翼（トゥシェート・ハン部、チェチェン・ハン部）の人々はジェプツンタンパ1世を追って清朝の領内に逃げ込み、清朝の保護を求めた。1690年、ガルダンはトゥシェート・ハン＝チャグンドルジとジェプツンタンパ1世の引き渡しを清朝の康熙帝に求めたが康熙帝は拒否、ガルダン軍は清朝勢力圏の南モンゴルに侵入、ウランプトンで清朝軍と交戦したのち、ハルハに引き上げた。翌1691年、ハルハ諸侯が清朝への服従を誓うドロンノール会盟が開催され、ジェプツンタンパ1世もこれに参加した。

## 北京滞在と逝去
ドロンノール会盟ののち、ジェプツンタンパ1世は10年あまり北京に滞在して活動し、そののちハルハへ帰還した。1722年、康熙帝の死去の知らせを受けて再び北京を訪問した際、病の床につき、翌1723年に89歳で逝去した。